# Ocyptamus ornatipes
Ocyptamus ornatipes är en tvåvingeart som först beskrevs av Charles Howard Curran 1927.  Ocyptamus ornatipes ingår i släktet Ocyptamus och familjen blomflugor.
Artens utbredningsområde är Puerto Rico. Inga underarter finns listade i Catalogue of Life.